# Fritz Perls
Friederich Salomon Perls, mais conhecido como Fritz Perls (Berlim, 8 de julho de 1893 – Chicago, 14 de maio de 1970) foi um psicoterapeuta e psiquiatra de origem judaica que, junto com sua esposa Laura Perls, desenvolveu uma abordagem de psicoterapia que chamou de Gestalt-terapia.

## Biografia
Nascido em um gueto judeu de Berlim, foi o terceiro e último filho depois de duas meninas, Else e Grete. Seu pai, Nathan, foi vendedor de fraccionamento de vinhos, e passou muito tempo longe de casa e sempre teve uma relação muito ruim com seu único filho. Sua mãe, Amalia, judia, advinda de uma pequena burguesia, decisivamente influenciaria seu filho em relação às paixões pela ópera e teatro. Em relação aos seus pais, Fritz escreveu em sua autobiografia: "Meus pais eram judeus, identificados, especialmente o meu pai. Isso significa que, primeiro vivi a vergonha do meu passado e, por outro, mantive alguns de meus costumes tradicionais; como ir à igreja aos feriados. Pensei que no caso em que Deus estava em algum lugar, do qual eu não poderia estar presente, isso e outras hipocrisia, me fez ateu desde cedo... meu pai odiava minha mãe e outras mulheres, além de seu tempo livre dedicar-se a jogos. Em porém, parecia ser amigável".
Era um estudante brilhante, mas pouco esforçado na escola. Ele foi expulso por mau comportamento com 13 anos de idade. Seu pai, então, força-o a trabalhar em uma loja como um aprendiz. Suas relações foram sendo cada vez mais ressentidas. Na morte de seu pai, Perls não compareceu à seu funeral.
Ele retomou seus estudos, mas a escola liberal, o Ginásio Askanischer com um professor de humanidades, onde começou a fazer contato com o mundo do teatro de forma mais participativa, uma vocação que mais tarde iria aumentar. Um dos eventos importantes de sua adolescência veio com o diretor teatral Max Reinhardt, diretor do Deutsches Theater, com quem teve aulas.
Iniciou seus estudos de medicina, e quando a guerra foi declarada, um problema cardiovascular o isentou do serviço militar. No entanto, Perls se alistou como voluntário da Cruz Vermelha, servindo na frente belga em 1915. No ano seguinte, estava na frente, como um médico de um batalhão de sapadores. Sua experiência da guerra será registrada como uma das piores da sua vida: "A vida de agonia das trincheiras: horror, horror de viver e morrer".
Em 1920, formou-se em medicina na Universidade Humboldt de Berlim. Em seguida, foi contratado na mesma instituição como neuropsiquiatra, passando a ter estreita ligação com os círculos da esquerda política e da boemia artística, principalmente teatro. (Brücke, Bauhaus) Ele também foi profundamente influenciado e fascinado pelo filósofo Salomom Friedlander: "A filosofia era para mim uma palavra mágica, um algo tinha que entender, a compreender a si mesmo e do mundo, um antídoto para a confusão existencial e embaraçoso".
Em 1925, com trinta e dois anos ainda vivia com sua mãe. Período de incerteza e sofrimento. Encontrou-se com Lucy, seu primeiro grande relacionamento romântico. Em 1926 começou a ser analisado por Karen Horney, com quem estabelece um vínculo que vai sustentar-se toda a sua vida. Fascinado pela psicanálise, considerou a possibilidade de se tornar um analista.
Ele então mudou-se para Frankfurt, um ano mais tarde, onde passou um ano como assistente de Kurt Goldstein, um médico pesquisador da Gestalt em traumas cerebrais. Lá ele conheceu sua futura esposa e colaboradora, Lore Posner (Laura), com quem estabeleceu uma relação longa, ininterrupta e sentimental. Continuou a sua análise com um segundo psicanalista: Clara Happel em Viena, e estabeleceu-se para acolher os seus primeiros pacientes, supervisionados por Helen Deutsch e Hirschman. Ele também tomou um assistente em um hospital com Wagner-Jauregg e Paul Schilder.
Ao voltar para Berlim em 1928, foi estabelecido como psicanalista, continuando a sua análise com Eugen Harnik, psicanalista ortodoxo húngaro. Em 23 de Agosto do ano seguinte, Perls casou-se com Laura (Lore), tendo ele 36 e ela 24 anos. Seguindo o conselho de K. Horney, começou a sua quarta análise, desta vez com Wilhelm Reich, com quem manterá uma relação de admiração e amizade por toda a vida, a dizer: "De Reich tenho vesícula, Horney, o empenho humano sem terminologia complicada." Os anos 30 marcaram a ascensão de Hitler ao poder. No ano seguinte teve sua primeira filha, Renate. Ele continuou a trabalhar sob a supervisão de Otto Fenichel.
Em 1933 e para evitar prisão pelos nazistas, cruza a fronteira com a Holanda, deixando sua família no sul da Alemanha, em casa de autoridades por um tempo. Desde a reunião em Amsterdã, vivem inúmeras vezes dificuldades econômicas. Perls supervisiona Landanner Karl, outro refugiado, a quem ele lembra como "um homem de grande esforço para tornar possível o sistema freudiano mais compreensível". Outro amigo, Ernest Jones, como alguém que fez muito nesse tempo em favor dos psicanalistas judeus que foram perseguidos, aconselhou-o ir para a África do Sul em 1934, e então Perls saiu para um trabalho como psiquiatra em Joanesburgo, onde, como em sua autobiografia, contou como suas melhores lembranças. Juntamente com Laura fundou o Instituto Sul-Africano de Psicanálise. Veem tempos de prosperidade econômica e reconhecimento profissional, longe do caos da guerra.
Em 1935, teve seu segundo filho, Steve. O ano de 1936 é crucial em termos de decepção, ao invés de antes da psicanálise, para os psicanalistas da época, diria mais tarde, "Durante anos eu era um pouco exagerado na minha oposição. Perdi a avaliação por Freud e suas descobertas." No mesmo ano parte para a Checoslováquia para o Congresso Internacional de Psicanálise em Marienbad e apresenta um trabalho sobre "Resistência oral", que não foi bem recebido. Perls encontra-se com Freud, mas é tratado com frieza e descrédito ao apresentar suas teorias.
Em 1942, publicou seu primeiro livro "Ego, fome e agressão", em Durban, em que Laura teve participação ativa, embora não tenha participado como coautora.
No início da II Guerra Mundial, alistou-se como médico na Marinha, onde atendeu como psiquiatra por quatro anos. Isto levou-o a uma mudança gradual longe de Laura e seus filhos. Com cinquenta e três, entediado com sua vida burguesa, em 1946, decidiu abandonar tudo e se instala com a família nos Estados Unidos. Karen Horney ajuda Perls a se estabelecer em Nova Yorke garante sua entrada no Allanson William White Institute como professor.
Foi bem recebido pelos psicanalistas americanos. Contracultural e reservado de ambientes frequentados, onde conheceu Paul Goodman, Merce Cunningham, John Cage e Living Theater. No ano seguinte, Laura e seus filhos vieram morar com ele.
Em 1950, era conhecido como o "Grupo dos Sete": Fritz Perls, Laura Perls, Paul Goodman, Paul Weisz, Elliot Shapiro e Sylvester Eastman Isadore. Mais tarde entraram para o grupo os psicólogos Hefferline Ralph e Jim Simkin.
Em 1951, publicou "Gestalt-terapia (Gestalt-terapia), escrito por Paul Goodman (Parte II) e Hefferline (Parte I), em notas manuscritas de Fritz e, como resultado das conversações e reuniões em sua casa.
Um ano depois Perls fundou o Instituto Gestalt de Nova York e no ano seguinte, outro Instituto em Cleveland. Fritz delegava a gestão de ambos, junto com Laura e seus colegas, enquanto percorria os Estados Unidos fazendo demonstrações de grupos e gestalt-terapia. Os desacordos começam com Laura e seus discípulos sobre a ortodoxia da gestalt-terapia. O Instituto de Cleveland passa à segunda geração de Gestalt-terapeutas: Joseph Zinker, Erving e Miriam Polster.
Em 1956 Fritz deixa Laura (nunca se separaram judicialmente) e retirou-se para Miami. Com sessenta e três anos, a doença cardíaca o debilita e proíbe-o de viajar. No ano seguinte conheceu Marty Fromm, "a terceira mulher mais importante na sua vida", com quem viveu por três anos.
Ao separar-se de Marty, em 1959, se mudou para a Califórnia. Colabore com Van Dusen em San Francisco e Jim Simkin, em Los Angeles. Em 1962, Perls passa um ano viajando pelo mundo. Esteve em Israel (Ein Hod, comuna um dos artistas) e Japão (ficando dois meses de ensino Mosteiro Zen, em Quioto Daitokuji). A estadia em Israel significou uma transformação profunda, através do trabalho sistemático sobre si mesmo sob a influência de LSD.
Em 1965, Fritz tem setenta e dois anos e é severamente afetada a sua saúde. Rolf vai ajudá-lo a melhorá-lo através dos seus exercícios. Vem para ele o reconhecimento e a fama, com vários convites de filme em suas oficinas. Em 1966 Perls construiu a sua própria casa: a casa do Crescente Vermelho.
Em 1968, Fritz escreve as introduções de vários discípulos. Em 1969 publicou Gestalt Therapy Verbatim (Sonhos e existência) e, pouco depois de sua autobiografia "Dentro e fora da lata de lixo." Em Esalen, o ensino da Gestalt-terapia foi deixada nas mãos de quatro de seus discípulos, Dick Price, Claudio Naranjo, Bob Hall e Jack Downing, e Perls passa a morar no Canadá.
Em 1969 cria o Instituto Gestalt do Lago Cowichan (Vancouver Island), a que chama "Gestalt Kibbutz' para onde veio cerca de trinta discípulos de Esalen (Teddy Lyons, Barry Stevens, Janet Lederman e outros). Em dezembro, viaja para a Europa já muito doente.
Ao voltar à América, em fevereiro do próximo ano, Perls encontra-se com uma saúde muito debilitada. Dá entrada no Weiss Memorial Hospital, em Chicago. Laura vem visitá-lo e libera a cirurgia.
Perls morre de ataque cardíaco em 14 de março de 1970. A autópsia revelou câncer pancreático. Está sepultado no cemitério de Pforzheim, junto de Laura Perls.

## Teorias
Fritz propôs o conceito de que o desenvolvimento psicológico e biológico de um organismo se processa de acordo com as tendências inatas desse organismo, que tentam adaptá-lo harmoniosamente ao ambiente e também criticava a psicanálise antes mesmo do surgimento da Gestalt-Terapia, podendo ser observado em sua primeira publicação: "The Ego, Hunger and Aggression" (1942), no qual critica a teoria psicanalítica com base em pesquisas sobre percepção e motivação. Neste livro Fritz lança uma importante discordância teórica com relação à psicanálise: a ideia de que a base da agressão e do sadismo está na fase oral e não na fase anal do desenvolvimento infantil.
É também neste livro que Perls lança alguns conceitos básicos do que seria, mais tarde, a Gestalt-terapia: a realidade do aqui e agora, o organismo como totalidade, a unidade organismo/meio, a dominância da necessidade emergente e uma reflexão sobre o conceito de agressão, que é entendida como uma força biológica importante para o crescimento. Um ano após sua publicação foi fundado o Gestalt Institute of New York centro especializado no desenvolvimento da Gestalt-Terapia. É importante salientar que Gestalt e Gestalt-terapia são conceitos diferentes.

## Ligações Externas
- Portal da PNL - Biografia de Fritz Perls